# Economia della Spagna
L'Economia della Spagna rientra tra le economie avanzate dell'Europa occidentale.
I suoi punti di forza sono l'agricoltura, l'allevamento, la pesca, la ricchezza di materie prime e il turismo. Invece i suoi punti di debolezza sono la mancanza di petrolio e le comunicazioni insufficienti.

## Espansione economica
La politica franchista (rilancio dell'agricoltura, miglioramento della rete dei trasporti, investimenti industriali e apertura al turismo internazionale) diede solo risultati parziali.
Al termine di tale politica franchista, nel 1975, la Spagna era ancora un paese prevalentemente agricolo.
Appena uscito dall'isolamento politico ed economico imposto dalla lunga dittatura fascista, il Paese si è aperto a degli scambi commerciali internazionali.
Nella seconda metà degli anni '80, la Spagna si trovava in condizioni economiche appena migliori rispetto a quelle della Grecia e del Portogallo.
Il vero decollo economico del paese si è avuto con l'ingresso nella CEE (1986): il Prodotto interno lordo è quasi triplicato tra il 1980 ed il 1992; gli scambi con i partner europei hanno avuto aumenti del 20%; la produttività industriale è cresciuta grazie agli investimenti in beni strumentali; le entrate turistiche in valuta hanno permesso di riequilibrare parzialmente la bilancia dei pagamenti. L'economia ha anche potuto contare sulla nascita di nuove imprese industriali e sull'afflusso di capitali stranieri che, sfruttando il minor costo della mano d'opera rispetto ad altri paesi, hanno avviato iniziative industriali e commerciali. L'ingresso nell'UE e la democrazia hanno inoltre permesso alla Spagna l'apertura verso i mercati esteri e l'espansione delle imprese nei Paesi Latinoamericani, dove la Spagna è il primo investitore estero. Si parla perciò di reconquista económica.

## Crisi economiche nel XX secolo
Questo è l'elenco delle crisi economiche che la Spagna ha dovuto affrontare durante il XX secolo.

### Crisi degli anni '70-'80
La crisi energetica e petrolifera del 1973 ha bloccato il forte sviluppo economico conosciuto tra gli anni '50 e i primi anni '70, con la conseguente crisi economica che si protasse durante l'intero periodo di transizione verso la democrazia, senza contare che la Spagna importa quasi tutto il petrolio consumato.

### Crisi dei primi anni '80
Nei primi anni 80, la recessione internazionale ha messo in evidenza difficoltà strutturali, in primo luogo la forte dipendenza da capitali stranieri (oltre il 40% delle imprese sono controllate da gruppi inglesi, francesi, tedeschi e italiani).

### Crisi occupazionale dei primi anni '90
La Spagna ha dovuto affrontare una grave crisi occupazionale, a causa del calo degli investimenti esteri nel biennio 1992-1993.
Nel primo trimestre del 1994, il tasso di disoccupazione raggiunse il picco del 24,55% della popolazione attiva; inoltre dal quarto trimestre del 1992 (20,03%, al terzo trimestre del 1992 era del 18,27%) fino al quarto tirmestre del 1997 (20,11%), il tasso di disoccupazione non è mai sceso sotto il 20% della popolazione. Solo dal primo trimestre del 1998 (19,41%) il tasso di disoccupazione scende sotto il 20% della popolazione. Al quarto trimestre del 1999, tale tasso scende al 15,19%, inferiore al 15,85% registrato al terzo trimestre del 1990 che è il minimo nel lustro 1990-1994.
Inoltre, la crisi economica dei primi anni '90 provocò un calo di entrate fiscali e di conseguenza un aumento del debito pubblico.
Infine, tra il 1992 e i 1995 la peseta ha subìto tre svalutazioni.

## Ripresa economica (1995-2008)
Solo a metà degli anni '90 l'economia della Spagna ha cominciato a riprendersi da queste lunghe crisi economiche.
Sempre a metà degli anni novanta è invece cominciata una fase di sostenuta crescita economica (incremento annuo del PIL del 3% tra il 1996 e il 2004), che ha interessato soprattutto alcune regioni (Catalogna, Aragona, Navarra, Valencia) e ne ha solo sfiorato altre (Andalusia, Canarie). La Spagna ha continuato la sua crescita economica anche quando il partito governante cambiò nel 2005, mantenendo una solida crescita del PIL durante il primo mandato di José Luis Rodríguez Zapatero, sebbene fossero evidenti alcuni fondamentali problemi dell'economia spagnola. Secondo il Financial Times, vi era un deficit commerciale enorme della Spagna (che ha raggiunto l'incredibile cifra di 10% del PIL del paese nell'estate del 2008) e una "perdita di competitività nei confronti dei suoi principali partner commerciali". Nel decennio che va dal 1998 al 2008, l'economia iberica è stata tra le più dinamiche nell'eurozona.
I progressi nell'economia spagnola sono stati ben maggiori di quelli previsti nella seconda metà negli anni '80.

## Crisi economiche nel XXI secolo

### Crisi del 2008-2014
Il boom economico ha segnato, durante i primi mesi del 2008, una forte battuta d'arresto, a seguito della crisi di alcuni settori industriali e in primo luogo di quelli legati all'edilizia, trainanti per la crescita economica del Paese, diminuita in un anno di quasi di 2 punti percentuali. La tendenza si è confermata nel 2009, durante il quale il PIL è diminuito del 3,6%.
Durante il terzo trimestre del 2008 il PIL nazionale si è contratto per la prima volta in 15 anni e, nel febbraio 2009, è stato confermato che la Spagna, insieme ad altre economie europee, era ufficialmente entrata in recessione. Tuttavia, ancora nel 2008 il totale del debito pubblico spagnolo rispetto al totale del PIL era ben al di sotto della media europea, e in effetti il bilancio statale era in attivo.
Nel dicembre 2009 al paese iberico è stato attribuito il primo posto nel Misery Index di Moody's, classifica costruita sommando disoccupazione (19,1% nel 2009) e rapporto deficit/pil (10,1%): la Spagna, con 30 punti, «è il paese più a rischio d'Europa» (anche più di Grecia, Lettonia e Lituania) ed è entrata nella lista dei "sorvegliati speciali" Ue. La grande recessione mondiale ha avuto infatti effetti disastrosi sull'economia spagnola: il rapporto debito pubblico/Pil è passato dal 34% del 2007 al 67% del 2009, i debiti di famiglie e imprese sono schizzati al 177% del Pil, i disoccupati sono arrivati a quota 4 milioni (la disoccupazione è passata dall'8,3% del 2007 al 19,1% del 2009). Secondo l'economista turco Nouriel Roubini «la Spagna rischia di sperimentare una crescita zero per un decennio, come è successo al Giappone», mentre per lo statunitense Michael Spence (premio Nobel per l'economia nel 2001) «la Spagna deve, temo, aspettarsi un periodo di crescita molto lenta, e di serie difficoltà interne».
La disoccupazione in Spagna ha raggiunto nel 2010 il 20,33%, il dato più alto dal 1997. Secondo l'istituto nazionale di Statistica, rispetto al 2009, il numero dei disoccupati è cresciuto a quota 4,69 milioni. Il 2010 è diventato così il quarto anno consecutivo di aumento della disoccupazione nel Paese iberico.
Nel secondo trimestre del 2011, il debito pubblico è aumentato al 65,2% del PIL, il massimo degli ultimi 14 anni, rimanendo tuttavia ancora basso rispetto ad altri paesi europei, come la Grecia (160% del PIL nel 2010), l'Italia (119% nel 2010), la Francia (81,7% nel 2010) e la Germania (83,2% nel 2010).
Il 29 luglio 2011, a seguito della pesante crisi economico-finanziaria e della speculazione che ha travolto il Paese, il Primo ministro spagnolo Josè Zapatero ha comunicato l'intenzione di indire elezioni anticipate, previste per il 20 novembre 2011 e vinte poi dal leader popolare Mariano Rajoy.
A fine 2011, il debito pubblico spagnolo ha toccato il suo record, raggiungendo il 68,5% del Pil: si tratta del massimo mai raggiunto dal 1995. Nel primo trimestre del 2012, il rapporto fra debito pubblico spagnolo e Pil è cresciuto del 5,36% toccando il record storico al 72,1% del Pil.
Nel primo trimestre 2012 il tasso di disoccupazione in Spagna è salito al nuovo livello record di 5.639.500 persone, pari al 24,44% della popolazione attiva, ai massimi dal 1994 e record anche a livello europeo e dell'area OCSE. È inoltre previsto che, per i mesi successivi, la situazione continui a peggiorare, soprattutto a causa dell'impatto delle drastiche misure di taglio della spesa pubblica avviate per ridurre il deficit e centrare l'obiettivo del 5,3% rispetto al Pil, imposto per l'anno in corso da Bruxelles. Alla Spagna spetta anche il record negativo della disoccupazione giovanile nell'Unione europea: a maggio 2012 i giovani sotto i 25 anni senza un lavoro erano in Spagna il 52,1%, contro il 22,7% della Ue-27 e il 22,6% della Ue-17 (zona euro).
Il 14 giugno 2012 Moody's ha tagliato il rating della Spagna di tre gradini, da A3 a Baa3 e l'ha messa sotto osservazione per un possibile ulteriore declassamento. La decisione, spiega l'agenzia di rating, è dettata da diversi fattori, tra cui la decisione del governo spagnolo di chiedere 100 miliardi di euro di prestito per ricapitalizzare il sistema bancario, che aumenterà il debito pubblico del Paese. Il governo spagnolo, si legge nella nota, ha un accesso al mercato finanziario "molto limitato" e la debolezza finanziaria dell'economia spagnola comporta "preoccupazioni molto serie" sulle ragionevoli aspettative di crescita dei prossimi anni.
La crisi bancaria in Spagna e il declassamento del suo debito sovrano hanno spinto i rendimenti dei titoli di stato iberici a 10 anni ad un rendimento che sfiora il 7% annuo e che è considerato un punto di non ritorno sulla strada del default (in quanto proprio il superamento della soglia del 7% per gli interessi sul debito pubblico aveva innescato i piani di salvataggio a favore di Grecia, Irlanda e Portogallo): il 18 giugno 2012 lo spread (differenziale di rendimento) tra i Bonos e i Bund tedeschi è volato a 573 punti e quello con i Btp italiani a 104, con i tassi decennali sul debito spagnolo al 7,09% annuo; si tratta del massimo storico dall'introduzione dell'euro (nel pomeriggio lo spread dei titoli decennali spagnoli aveva addirittura raggiunto i 588 punti base, con un rendimento del 7,28%).
L'11 luglio 2012, per fronteggiare la crisi, il governo Rajoy vara nuove imponenti misure di austerità: soppressione già a partire dal 2012 delle tredicesime agli statali, che avranno anche meno giorni di ferie e meno permessi sindacali, riduzione del sussidio di disoccupazione al 50% della retribuzione, tagli al sistema pensionistico e ai ministeri, aumento del 3% dell'Iva dal 18 al 21% e quella ridotta dall'8% al 10%.
Giovedì 11 ottobre 2012 Standard & Poor's ha annunciato di aver tagliato il rating della Spagna di ben due scalini, da BBB+ a BBB- (ovvero l'ultimo livello considerato "Investment Grade" e sotto il quale c'è la qualità da "junk bond", ovvero titoli spazzatura) con outlook negativo. La valutazione di S&P è diventata così uguale a quella di Moody’s Investor Service, che ha tuttavia messo Madrid sotto osservazione per un possibile downgrade a "junk". Secondo S&P "l'attuale deterioramento delle condizioni economiche e finanziarie potrebbe aumentare i rischi fiscali nel breve-medio termine, prima che le riforme fiscali a sostegno della crescita siano radicate".
La disoccupazione in Spagna è aumentata ancora nel terzo trimestre, raggiungendo il 25,02% della popolazione attiva (uno spagnolo su quattro); alla fine del mese di settembre, secondo i dati diffusi la mattina del 26 ottobre 2012 dall'Istituto Nazionale di Statistica, i disoccupati sono saliti a 5.778.000, vale a dire 85.000 in più rispetto al trimestre precedente. È il livello più alto dal 1976 e dal ritorno della democrazia nel paese dopo la morte di Francisco Franco.
Dai dati resi noti da Eurostat il 31 ottobre emerge che in Spagna più di una persona su quattro è senza lavoro: il tasso di disoccupazione è salito a settembre 2012 al 25,8% dal 25,5% di agosto (dato peraltro rivisto marcatamente in rialzo dal 24,4%); un anno prima era al 22,4%. Anche per i giovani con meno di 25 anni la situazione continua a essere nera: i senza lavoro sono più di 1 su 2, e sono saliti dal 53,8% di agosto al 54,2% di settembre.
Il segretario generale dell'Organizzazione per la cooperazione e lo Sviluppo Economico (Ocse), Ángel Gurría, è venuto a Madrid il 29 novembre per illustrare il rapporto pubblicato quel giorno dall'organismo, evidenziando il peggioramento delle previsioni dell'economia spagnola per il 2013 (-1,3% del Pil) e per il 2014 (-1,4%), e di una timida crescita solo nel 2015 (+0,5%). Prospettive drammatiche sul fronte dell'occupazione, dove l'organismo stima un tasso medio del 26,9% per il 2013, vale a dire oltre 6,4 milioni di disoccupati.
 Dal rapporto Eurostat reso noto il 30 novembre, è emerso che la Spagna continua ad avere il triste primato europeo di disoccupati, con dati in costante crescita: 26,2% a ottobre (con il 55,9% dei giovani fino a 25 anni senza lavoro).
Secondo i dati diffusi il 3 dicembre 2012 dalla Banca di Spagna il debito pubblico spagnolo nel terzo trimestre dell'anno ha superato gli 817,4 miliardi di euro, pari al 15,4% in più su base annua: si tratta del massimo storico in termini assoluti e del livello più alto in relazione al Prodotto interno lordo da un secolo ad oggi. È inoltre previsto che peggiori nel quarto trimestre per gli aiuti alla ricapitalizzazione delle banche: secondo le ultime previsioni della Ocse, nel 2013 il debito pubblico spagnolo supererà per la prima volta la barriera del 100% del Pil, fino a 1,06 biliardi di euro.
Il 27 febbraio 2013 il premier spagnolo Mariano Rajoy ha comunicato che il rapporto tra deficit e Pil in Spagna nel 2012 si è attestato al 6,7%, facendo peggio di quanto aveva programmato il governo, che aveva come obiettivo di stabilità fissato con Bruxelles un rapporto al 6,3%.
Il 25 aprile 2013 l'Istituto nazionale di statistica ha reso noto che nel primo trimestre 2013 il tasso di disoccupazione ha raggiunto un nuovo massimo storico al 27,2% e che per la prima volta nella storia democratica del Paese ci sono più di sei milioni di disoccupati - 6,2 milioni secondo i dati ufficiali.
La Spagna ha terminato il 2014 con un debito pubblico di 1.033,958 miliardi di euro, pari al 98,10% del Pil, superiore all'obiettivo per l'intero anno fissato al 97,6% del Pil. Alla fine del primo trimestre 2015, la Grecia rimane del paese debito relativo alla dimensione della sua economia, con un rapporto di 168,8% del PIL, prima del 135,1% in Italia e 129,6% Portogallo. Alla fine del primo trimestre del 2015, in Spagna, si classifica come il sesto paese più indebitato della zona euro, rispetto al 97,7% nel quarto trimestre del 2014 e 94,9% di un anno prima. La Grecia rimane il paese del debito in rapporto alla dimensione della sua economia, con un rapporto di 168,8% del PIL, davanti a Italia 135,1% e 129,6% in Portogallo.
A marzo 2016 il debito pubblico superò il valore del Pil, attestandosi al 100,5%, per poi salire ulteriormente al 100,9% (in valore assoluto 1.107 miliardi) a giugno, segnando un nuovo massimo assoluto da quando esistono serie statistiche ufficiali sulla contabilità nazionale.
Per buona parte dell'ultimo decennio, la Spagna era l'estremo esempio di sanguinamento economico, le sue impressionanti cifre di disoccupazione, che al punto più alto raggiunsero il 26% della popolazione economicamente attiva, rappresentano un chiaro segno del Che è stato immerso nel paese combinando gli effetti della scoppio della bolla immobiliare con quelli della crisi finanziaria globale.
Tuttavia, il consenso generale è che la riconfigurazione economica della Spagna è un fattore chiave per stimolare la crescita. Un decennio fa, il paese ha subito un'irreparabile dipendenza dal settore delle costruzioni, che dipendeva dal credito; Quando la bolla scoppiò, le conseguenze erano devastanti e lasciarono le banche all'orlo del crollo a causa del loro cattivo portafoglio crediti.
Nel 2017, la quota del settore delle costruzioni è la metà della cifra rappresentata prima nell'economia spagnola. Le esportazioni sono aumentate da quasi un quarto a circa un terzo dell'economia nazionale. I dati ufficiali più recenti mostrano che l'economia della nazione è di nuovo in una situazione simile a quella che aveva prima della crisi. Sembra che una delle peggiori catastrofi economiche in Europa dopo la seconda guerra mondiale sia finita.

### Pandemia di Covid-19 (2020-2022) e conflitto russo-ucraino
L’economia spagnola, tra tutte quelle dell’Unione Europea, è stata quella maggiormente colpita dagli effetti della pandemia di COVID-19. Nel 2020, la performance economica della Spagna è stata la peggiore d'Europa: il Pil ha subito una recessione dell'11,3%, ben oltre la media dei 27 Paesi dell'UE (-5,6%) e dell'eurozona (-6,1%). Tale andamento si spiega poiché il sistema produttivo spagnolo dipende molto dai servizi e in particolare dal turismo, che nel 2019 contava per il 12,4% del Pil e il 12,9% dell’occupazione e che nel 2020 ha subito una brusca frenata soprattutto per quanto riguarda gli arrivi dall’estero (i ricavi si sono ridotti del 50% rispetto al 2019, per una perdita complessiva di 300 miliardi di euro). A preoccupare è soprattutto l’incremento del debito pubblico, che è salito fino a raggiungere un nuovo record: secondo la Banca centrale del Paese iberico, a marzo 2021 esso era cresciuto fino a sfiorare il valore di 1.400 miliardi di euro, una cifra corrispondente al 125,3% del Pil; si tratta di un incremento del 13,7% rispetto a marzo 2020 e dell'1,9% rispetto a febbraio 2021.
Il rimbalzo del PIL spagnolo nel 2021 è stato pari al 5,5%, inferiore rispetto a quello di Francia (6,8%) e Italia (7,0%), le cui economie erano pure decresciute meno nel 2020. A marzo 2022, a seguito del conflitto russo-ucraino, l'inflazione in Spagna è salita al 9,8% dal 7,6% di febbraio: si è trattato del maggior balzo dal 1985 e l'incremento ha superato le attese degli analisti, ed è notevolmente superiore rispetto alla media della zona euro (5,9% a febbraio e 7,5% a marzo 2022).
Di fronte a un'inflazione sui beni alimentari di prima necessità che al 2022 ammontava al 15,4%, Podemos ha proposto di erogare alla cassa uno sconto del 14,4% su un paniere di 20 beni di prima necessità. Ha suggerito il ritorno al Comitato interministeriale dei prezzi e un monitoraggio settimanale da parte dell'Agencia de la Información y Control Alimentarios con la facoltà di erogare multe contro gli abusi della Grande Distribuzione Organizzata.
Al 2023 il tasso di disoccupazione era pari al 11,6%, ben lontano dalla media dei 27 paesi europei che è del 5,9%, comunque meno grave che nei primi anni '90 quando tale tasso ha superato il 20% della popolazione attiva. Nell'ottobre 2024, il tasso di disoccupazione era dell'11,21%.

### 2023-2024: ripresa economica
Nel 2024 il PIL della Spagna è cresciuto dal 3,2%, registrando la più alta crescita in assoluto fra i paesi più ricchi del mondo e un incremento pari a 4 volte quello della media dell'Unione Europea. Il miglioramento economico e in gran parte dovuto al Forte afflusso turistico di 94 milioni di visitatori (a fronte di una popolazione locale di 48 milioni) che hanno speso complessivamente 126 miliardi di euro nel Paese.

## Crescente diminuzione dei fondi europei per la Spagna
I contributi da parte dell'Unione europea, che hanno contribuito in modo significativo alla responsabilizzazione dell'economia spagnola dopo l'adesione alla CEE, sono diminuiti considerevolmente negli ultimi 20 anni a causa della standardizzazione economica rispetto ad altri paesi e degli effetti dell'allargamento dell'Unione europea. Da un lato, i fondi agricoli della Politica agricola comune dell'Unione europea (PAC) vengono erogati a più paesi (i paesi inclusi in Europa orientale hanno un importante settore agricolo), dall'altro, i fondi strutturali e di coesione sono diminuiti inevitabilmente per via del successo economico spagnolo (dato che il reddito è progredito fortemente in termini assoluti) e per l'integrazione dei paesi meno sviluppati che abbassa il reddito medio pro capite (o PIL pro capite), in modo che le regioni spagnole relativamente meno sviluppate sono rientrate nella media europea o persino al di sopra. La Spagna sta gradualmente diventando un contribuente netto di fondi per le regioni meno sviluppate dell'Unione.

## Punti di forza dell'economia spagnola
Tuttavia, le crisi hanno evidenziato anche alcuni dei punti di forza dell'economia spagnola: il settore finanziario in generale ha mostrato una robustezza notevole nel contesto della crisi di mutui subprime; un'altra caratteristica è l'espansione delle aziende spagnole in tutto il mondo, soprattutto in America Latina e Asia (in particolare Cina e India).
D'altra parte la Spagna, nonostante le crisi, ha una posizione di rilievo in diverse aree di innovazione come le energie rinnovabili, il settore farmaceutico, le bio-tecnologie, i trasporti e le piccole e medie industrie di alta tecnologia, che sono consolidati punti di forza per iniziare un recupero e cambiare le basi del modello economico.
Diverse società spagnole sono leader mondiali, quali Iberdrola, aziende tecnologiche quali Telefónica, Abengoa, Movistar, Gamesa, Indra, Hisdesat, costruttori di treni come il CAF, Talgo, multinazionali come l'azienda tessile Inditex, le compagnie petrolifere come la Repsol; le sei maggiori società di infrastrutture di trasporto al mondo sono spagnole come Ferrovial, Acciona, ACS, OHL e FCC.

## Esportazioni
Nel 2012 le esportazioni spagnole sono aumentate del 3,8% a 222 643,9 milioni di euro, la cifra migliore della serie storica. Nel 2010 le esportazioni sono cresciute del 17,4%, attestandosi a 185,8 miliardi di euro e recuperando i livelli pre-crisi, secondo i dati diffusi dal Ministero delle Attività Produttive, con un contributo di 1,1 punti percentuali alla crescita del Prodotto Interno Lordo (PIL), stabilizzando l'economia spagnola rispetto alla recessione del 2009. Il settore delle esportazioni ha recuperato a livelli pre-crisi, secondo i dati diffusi dal Ministero delle Attività Produttive. Il miglioramento delle esportazioni, tra cui esportazioni verso i paesi emergenti, ha permesso il deficit commerciale si riduce notevolmente. Nel 2012, la Spagna è tra i paesi con la più alta crescita complessiva delle esportazioni, secondo le previsioni dell'OCSE. L'istituzione internazionale mette la Spagna al quinto posto nella classifica, con le esportazioni stimati di beni e servizi del 9,9%. Il Deficit commerciale della Spagna è diminuito fino a ottobre 2011, del 1,9% a € 3.632.000, ha annunciato il Ministero dell'Economia. I maggiori incrementi sono stati registrati nelle esportazioni di beni strumentali, che sono aumentati del 14,8% rispetto ai primi dieci mesi del 2010 e nel settore automotive, con un aumento del 14,3% in un anno. La Spagna ha registrato un surplus commerciale negli scambi con l'Unione europea (UE), 3.043 milioni di euro nei primi dieci mesi dell'anno. Mentre il consumo domestico rimane instabile, la Spagna è rafforzata dalle sue esportazioni, e in crescita, nonostante il rallentamento globale.

## Prodotto interno lordo e sua composizione
Nonostante le crisi, la Spagna è oggi la decima potenza economica mondiale (dietro a Stati Uniti, Giappone, Cina, India, Germania, Gran Bretagna, Francia, Italia e Brasile), con un Pil totale di oltre 1400 miliardi di dollari (2007).
Le attività economiche del paese hanno il loro baricentro nella città di Barcellona e nella corrispondente regione della Catalogna, la quale, grazie alla sua posizione geografica privilegiata, vicino alle altre grandi potenze europee (quindi luogo di transito obbligatorio di tutti i traffici via terra da e per la Spagna) e affacciata sul Mediterraneo (Barcellona è infatti il maggior porto del paese), è caratterizzata da un'economia estremamente avanzata e competitiva su scala internazionale, tanto che la regione stessa fa parte dei "Quattro motori dell'Europa".
La composizione del Pil spagnolo è la seguente:
- Sett. Primario (7%): in un periodo relativamente breve, l'agricoltura è passata pressoché dappertutto da una situazione di grande arretratezza ad una fase molto meccanizzata, che utilizza tecniche moderne e pianifica operazioni di investimento. Gran parte del suolo è arido o semiarido e le risorse idriche, essendo scarse, hanno bisogno di interventi statali. Molto marcata è la diversità tra terre non irrigate (meseta) e quelle irrigate delle valli. Nelle prime si coltivano cereali, nelle seconde ortaggi, piante industriali (quali, tabacco, cotone, etc.). Sono diffusi anche la vite, l'ulivo e gli aranci coltivati nelle tipiche colline e coste meridionali.[67] I prodotti agricoli esportati, sono in concorrenza in particolare con l'Italia, mentre è con il Portogallo che divide il primato mondiale per la produzione di sughero. Nei pascoli si allevano in prevalenza ovini (lana merinos), bovini e suini. In Andalusia si allevano, inoltre, tori da corrida. La pesca di acciughe, sardine, tonni, lavorati dalla moderna industria conserviera, acciughe sotto sale, sardine sott'olio e tonno in scatola è molto sviluppata e conta su una buona flotta. Vi sono giacimenti di zinco, ferro, rame, piombo, zolfo, mercurio, ecc.
- Sett. Secondario (29%): le risorse minerarie hanno favorito lo sviluppo industriale. Gli investimenti stranieri sono stati scelti per modernizzare l'industria. L'attività industriale è divisa in 4 aree: Asturie e Prov. Basche con Bilbao (navale, ferroviario, meccanica e siderurgica), Madrid (chimica, petrolchimica, elettronica), Barcellona (alimentare, tessile, elettronica), Valencia e Cartagena (raffinerie, aerospaziale). Importante è il comparto tessile e la calzaturiera, in ammodernamento.
- Sett. Terziario (64%): è in grande espansione, con un turismo internazionale e vie di comunicazione efficienti e ammodernate. La navigazione marittima ha grande importanza. Lo sviluppo delle telecomunicazioni e delle tecnologie informatiche è notevole. Di rilievo sono anche le attività bancarie, assicurative e commerciali.

## Turismo

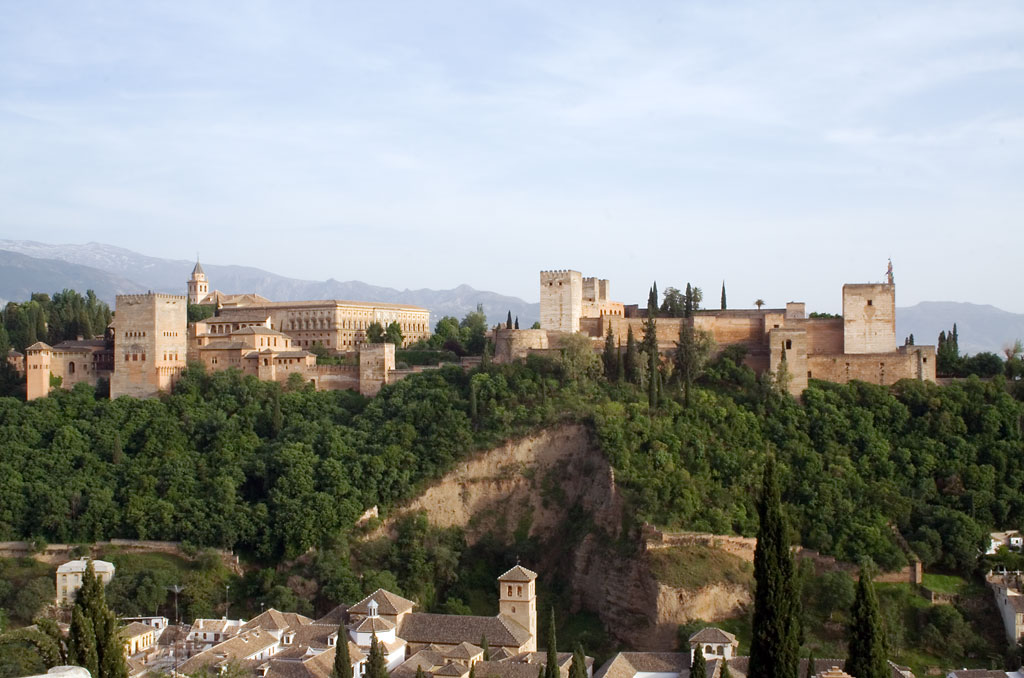
Alhambra, in Granada

Il turismo è la maggiore fonte di entrate in Spagna, che negli ultimi anni si è affermata come la terza potenza al mondo del settore dopo Francia e Stati Uniti.
I luoghi più visitati dai turisti stranieri sono, secondo le ultime statistiche del settore (relative all'anno 2006): la Catalogna, le Baleari e l'Andalusia, mentre il turismo nazionale predilige (nell'ordine): l'Andalusia, la Catalogna e la Comunità Valenciana.
La Spagna è il terzo paese al mondo (dopo Italia e Cina) per la presenza di siti dichiarati Patrimonio dell'umanità dall'UNESCO.
Fra le città sono particolarmente frequentate: la capitale, Barcellona, Santiago di Compostela (molti percorrono il famoso cammino), e le città d'arte andaluse (Siviglia, Malaga, Cordova, Granada ecc.) e castigliane (Toledo, Segovia, ecc.). La città castigliana di Salamanca, infine, è ben nota come destinazione tra coloro che vogliono apprendere la lingua spagnola, in quanto sede della più antica università della nazione ancora esistente e di numerose scuole per stranieri.
Vale la pena ricordare che in Spagna il turismo (sia straniero che nazionale) è in massima parte playero, ha cioè come meta principale le coste e le spiagge, soprattutto del Mediterraneo. Fra queste ultime sono particolarmente frequentate la Costa Brava, la Costa Dorada, la Costa del Azahar, la Costa Blanca, la Costa del Sol e le spiagge delle Baleari.

## Fusioni e acquisizioni
Tra il 1985 e il 2018 sono state annunciate circa 23.201 operazioni in cui hanno figurato compagnie spagnole come soggetti acquirenti o acquistati, per un valore complessione di 1.935 trilioni di dollari (1.571,8 trilioni di euro).
Here is a list of the top 10 deals with Spanish participation:
| Data annuncio | Nome acquirente                | Settore                      | Nazione acquirente | Impresa acquisita             | Settore                    | Nazione     | Valore della transazione ($mil) |
| ------------- | ------------------------------ | ---------------------------- | ------------------ | ----------------------------- | -------------------------- | ----------- | ------------------------------- |
| 31/10/2005    | Telefónica SA                  | Servizi di telecomunicazione | Spagna             | O2 PLC                        | Wireless                   | Regno Unito | 31.659,40                       |
| 02/04/2007    | Investor Group                 | Servizi finanziari           | Italia             | Endesa SA                     | Energia                    | Spagna      | 26.437,77                       |
| 09/05/2012    | FROB                           | Servizi finanziari           | Spagna             | Banco Financiero y de Ahorros | Bancario                   | Spagna      | 23.785,68                       |
| 28/11/2006    | Iberdrola SA                   | Energia                      | Spagna             | Scottish Power PLC            | Energia                    | Regno Unito | 22,210.00                       |
| 02/08/2006    | Airport Dvlp & Invest Ltd      | Servizi finanziari           | Spagna             | BAA PLC                       | Infrastrutture e trasporti | Regno Unito | 21.810,57                       |
| 14/03/2007    | Imperial Tobacco Overseas Hldg | Servizi finanziari           | Regno Unito        | Altadis SA                    | Tobacco                    | Spagna      | 17.872,72                       |
| 23/07/2004    | Santander Central Hispano SA   | Bancario                     | Spagna             | Abbey National PLC            | Bancario                   | Regno Unito | 15.787,49                       |
| 17/07/2000    | Vodafone AirTouch PLC          | Wireless                     | Regno Unito        | Airtel SA                     | Telecomunicazioni          | Spagna      | 14.364,85                       |
| 26/12/2012    | Banco Financiero y de Ahorros  | Bancario                     | Spagna             | Bankia SA                     | Bancario                   | Spagna      | 14.155,31                       |
| 02/04/2007    | Enel SpA                       | Energia                      | Italia             | Endesa SA                     | Energia                    | Spagna      | 13.469,98                       |